# Villa Franca (Paraguay)
Villa Franca es un municipio paraguayo del Departamento de Ñeembucú. Con una población de 1 138 habitantes es el segundo municipio menos poblado del Paraguay.

## Historia
Villa Franca fue fundada en 1775 por el gobernador Español Fernando de Pinedo, antes de su fundación estaba habitada por Paranáes, Agacés y Payaguaes que eran conocidos por ser fieros contra sus enemigos los Guaraníes, mientras en el lado argentino estaba habitada por indios Wichís, Mataguayos y Mbayaés (hoy Caduveos). Este distrito primeramente fue fundado como una reducción para poder defender las costas de la provincia del Paraguay, formando una alianza con los mbokovies, logrando así tener suficiente población para lograr el objetivo principal de la villa "defender la franja norte del Ñeembucú de los asedios por parte de tribus brasileñas y los bandeirantes". El pueblo se trasladó y refundó el 22 de junio de 1824 por orden de Jose Gaspar Rodríguez de Francia, dejando atrás la reducción de los mbokovies y pasándose a llamar Villa Franca. En este municipio el clima predominante de Villa Franca es el subtropical húmedo, que se caracteriza por temperatura templadas, aunque con una humedad elevada lo que origina grandes esteros. 
| Verano | Primavera | Otoño | Invierno | Anuales | Precipitaciones |
| ------ | --------- | ----- | -------- | ------- | --------------- |
| 32°    | 27°       | 24°   | 16°      | 30°     | 90%             |
| 27°    | 24°       | 18°   | 8°       | 20°     | 60%             |
| 15°    | 13°       | 9°    | 3°       | 5°      | 40%             |

## Economía
La economía es principalmente la agricultura, la ganadería y la pesca lo que indica que Villa Franca es una de las economías más pequeñas y pobre de todo el Departamento de Ñeembucú. En todo el distrito hay gran número de damnificados y la mayoría de la población vive en la pobreza, gran parte del distrito  carece de buenas condiciones higiénicas, así como las pésimas condiciones de las carreteras en el lugar.